# Rue des Bourdonnais
Rue des Bourdonnais är en gata i Quartier Saint-Germain-l'Auxerrois och Quartier des Halles i Paris första arrondissement. Gatunamnets ursprung är oklart. Rue des Bourdonnais börjar vid Quai de la Mégisserie 20 och slutar vid Rue des Halles 21 och Rue Saint-Honoré 33.

## Bilder
| - Gatuskylt. - Rue des Bourdonnais |

## Omgivningar
- Saint-Germain-l'Auxerrois
- Rue Saint-Germain-l'Auxerrois
- Sainte-Chapelle
- Louvren
- Tuilerierna
- Rue des Deux-Boules
- Rue des Lavandières-Sainte-Opportune
- Rue Bertin-Poirée
- Quai des Orfèvres
- Quai de la Mégisserie
- Impasse des Bourdonnais

## Kommunikationer
- Tunnelbana – linje  – Pont Neuf
- Busshållplats Pont-Neuf – Quai du Louvre – Paris bussnät

### Webbkällor
- ”Rue des Bourdonnais”. Mairie de Paris. https://web.archive.org/web/20160303183503/http://www.v2asp.paris.fr/commun/v2asp/v2/nomenclature_voies/Voieactu/1201.nom.htm. Läst 23 mars 2023.
- ”Rue des Bourdonnais”. Les rues de Paris. https://web.archive.org/web/20191225093347/http://www.parisrues.com/rues01/paris-01-rue-des-bourdonnais.html. Läst 23 mars 2023.